# Міст через річку Квай (фільм)
«Міст через річку Квай» (англ. The Bridge on the River Kwai) — антивоєнний фільм виробництва компаній Horizon Pictures та Columbia Pictures. Екранізація однойменного роману французького письменника П'єра Буля. Володар семи премій «Оскар».
На 19 серпня 2021 року фільм займав 172-гу позицію у списку 250 кращих фільмів за версією IMDb.

## У ролях
- Вільям Голден — Ширз
- Алек Гіннесс — Ніколсон
- Сессю Хаякава — Сайто
- Джеймс Дональд — Кліптон

## Нагороди
- 7 «Оскарів»:
  - Найкращий фільм — Сем Спігел
  - Найкраща головна чоловіча роль — Алек Гіннесс
  - Найкращий режисер — Девід Лін
  - Найкращий монтаж — Пітер Тейлор
  - Найкращий сценарист (адаптація) — П'єр Буль, Майкл Дж. Вілсон, Карл Формен
  - Найкраща музична адаптація — Малколм Арнольд
  - Найкраща операторська робота — Джек Хілдярд